# Johan Venegas
Johan Alberto Venegas Ulloa (* 27. listopadu 1988 Puerto Limón) je kostarický fotbalista. Hraje na pozici křídelního útočníka nebo ofenzivního záložníka. Od roku 2021 působí v klubu LD Alajuelense.

## Hráčská kariéra
Je odchovancem klubu Santos de Guápiles, kterému pomohl v roce 2009 k postupu do nejvyšší soutěže. S týmem Alajuelense vyhrál v roce 2013 soutěž apertura. V letech 2015 až 2018 působil v Major League Soccer. Po návratu do Kostariky vyhrál s Deportivem Saprissa clausuru 2018 a 2020. V roce 2019 se také podílel na vítězství Saprissy v Lize CONCACAF a byl vyhlášen nejlepším hráčem soutěže.
S kostarickou reprezentací vyhrál v roce 2014 Středoamerický pohár. Zúčastnil se mistrovství světa ve fotbale 2018, turnaje Copa América 2016 a tří Zlatých pohárů CONCACAF (2015, 2017 a 2021).

## Reprezentační statistiky
| Kostarika | Kostarika | Kostarika |
| Rok       | Zápasy    | Góly      |
| --------- | --------- | --------- |
| 2014      | 6         | 3         |
| 2015      | 14        | 1         |
| 2016      | 10        | 3         |
| 2017      | 14        | 2         |
| 2018      | 7         | 1         |
| 2019      | 3         | 1         |
| 2020      | 4         | 0         |
| 2021      | 14        | 0         |
| 2022      | 7         | 0         |
| Total     | 79        | 11        |